# Pernille Knudsen
Pernille Brandstrup Knudsen (31 de julio de 1997) es una deportista danesa que compite piragüismo en la modalidad de aguas tranquilas.
Ganó una medalla de bronce en el Campeonato Mundial de Piragüismo de 2021 y una medalla de plata en el Campeonato Europeo de Piragüismo de 2022.

## Palmarés internacional
| Campeonato Mundial | Campeonato Mundial     | Campeonato Mundial | Campeonato Mundial |
| Año                | Lugar                  | Medalla            | Competición        |
| ------------------ | ---------------------- | ------------------ | ------------------ |
| 2021               | Copenhague (Dinamarca) | Medalla de bronce  | K1 1000 m          |
| Campeonato Europeo |                        |                    |                    |
| Año                | Lugar                  | Medalla            | Competición        |
| 2022               | Múnich (Alemania)      | Medalla de plata   | K4 500 m           |